# Lieutenant commander
Lieutenant commander (bij de Britse Royal Navy Lieutenant-Commander) is een rang bij de marine van vele Engelssprekende landen, het meest bekend bij de Britse Royal Navy (afgekort als Lt Cdr) en de Amerikaanse US Navy (afgekort LCDR). De rang staat gelijk aan die van majoor bij de land- en luchtstrijdkrachten en is vergelijkbaar met de Nederlandse rang van Luitenant ter Zee der 1ste Klasse en de Belgische rang van Korvetkapitein (NAVO-functieschaal OF-3).